# Yitzhak Hans Klinghoffer
Yitzhak Hans Klinghoffer (geboren als Yitzhak Klinghoffer 17. Februar 1905 in Kolomea, Österreich-Ungarn; gestorben 28. Februar 1990 in Jerusalem) war ein österreichischer und israelischer Jurist und von 1961 bis 1974 Abgeordneter der Knesset.

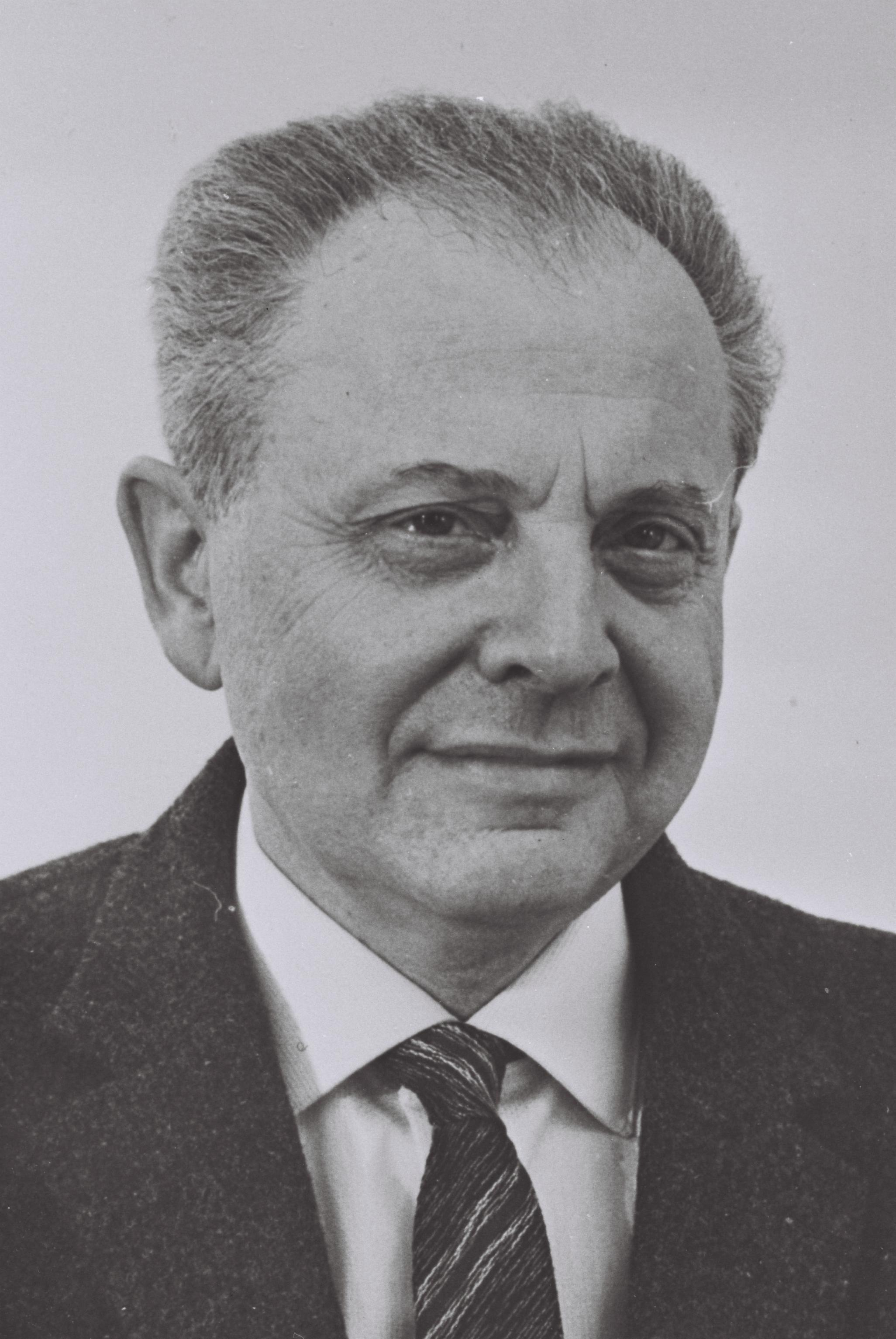
Yitzhak Klinghoffer (1969)

## Leben
Yitzhak Klinghoffer wuchs in einer traditionellen jüdischen Familie auf, die 1914 aus Kolomea nach Wien zog. Dort machte er 1923 den Mittelschulabschluss und studierte Rechts- und Staatswissenschaften an der Universität Wien. Er wurde 1927 in Staatswissenschaften und 1930 bei Hans Kelsen, mit dem er auch nach dessen und seiner eigenen Emigration in Verbindung blieb, und bei Adolf Julius Merkl mit der Dissertation Berufsbeamtentum und Demokratie promoviert. Seit 1926 nannte er sich Hans Klinghoffer, später in Israel nannte er sich dann Yitzhak Hans Klinghoffer. Er arbeitete seit 1926 beim Magistrat der Stadt Wien und wurde nach seiner juristischen Promotion in dessen juristischen Dienst versetzt. Er publizierte juristische Aufsätze, hatte aber im ständestaatlichen Österreich als Jude keine Chance auf eine Karriere als Wissenschaftler an der Wiener Universität.
Nach dem Anschluss Österreichs 1938 floh er zu seinem Bruder nach Paris. Bei der deutschen Eroberung Frankreichs 1940 floh er nach Lissabon und gelangte 1941 von dort nach Brasilien, wo er als Verwalter einer Hacienda Arbeit fand. Von 1946 bis 1948 war er Forschungsassistent des US-amerikanischen Repräsentanten des interamerikanischen juristischen Komitees. Von 1949 bis 1953 war er juristischer Berater der Österreichischen Botschaft in Brasilien.
Klinghoffer bewarb sich 1949 mit Kelsens Unterstützung an der von Nathan Feinberg errichteten rechtswissenschaftlichen Fakultät der Hebräischen Universität Jerusalem und wurde nach seiner Übersiedlung dort zunächst Senior Lecturer (1953–1954), dann Associate Professor (1957–1968) und ab 1968 ordentlicher Professor, zwischen 1959 und 1961 war er Dekan.
Im Jahr 1961 war Klinghoffer Mitgründer der liberalen Partei Miflaga Liberalit Jisra’elit und wurde als deren Abgeordneter in die 5. Knesset gewählt. Die Partei vereinigte sich mit der Partei Cherut unter dem Namen Gahal. Für die Gahal war Klinghoffer Abgeordneter in der 6. und in der 7. Knesset, aus der er 1974 ausschied. Klinghoffer war ein fleissiger Parlamentarier, der 27 Gesetzesvorhaben, vornehmlich zu Menschenrechten, einbrachte, von denen 7 als Gesetze beschlossen wurden.
Klinghoffer formulierte 1964 einen Vorschlag für eine israelische Verfassung, den er im Parlament nicht durchbringen konnte. Seine Initiative hatte aber Einfluss auf die weitere israelische Gesetzgebung wie das 1992 verabschiedete Basic Law: Human Dignity and Liberty zu den Menschenrechten. Klinghoffer war von 1976 bis 1982 Präsident der Vereinigung für Bürgerrechte in Israel (ACCRI).

## Schriften (Auswahl)
- Das parlamentarische Regierungssystem in den europäischen Nachkriegsverfassungen.	Stuttgart : F. Enke, 1928 (Zeitschrift für Vergleichende Rechtswissenschaft, Bd. 44, 1928).
- Ofensiva branca : o "Anschluss" e os aspectos jurídicos da ocupação da Austria. São Paulo : Movimento Austria Livre no Brasil, 1942.
- Getulio Vargas: La pensée politique du Getulio Vargas. Sélection, classement systématique et trad. française par Hans Klinghoffer. Rio de Janeiro : Imprensa Nacional, 1942 (A nova politica do Brasil).
- The coming Austria : brief commentary on the "Joint declaration regarding Austria" [fourth document of the Moscow Conference, signed October 30, 1943]. Rio de Janeiro : Comité de Proteçao dos Interêsses Austriacos no Brasil, 1945.
- Die Entstehung des Staates Israel, in: Jahrbuch des öffentlichen Rechts der Gegenwart; 10(1961), 10, S. 439–484.
- Kelsens Beitrag zur Lehre vom Verwaltungsrecht, in: Law, state and international legal order; (1964), S. 139–152.